# Video CD

Logo del video CD.

Il Digital Video Compact Disc, comunemente abbreviato in Video CD, in sigla VCD, fu uno standard di videoregistrazione su Compact disc.

## Storia
Lo standard Video CD nacque nel 1993 dall'attività del VCD Consortium, un consorzio composto da Sony, Philips, Matsushita (Panasonic) e JVC. Il logo era distribuito su licenza della Philips a coloro che producevano lettori e supporti ottici che rispettavano gli standard descritti dal mansionario denominato White Book.
In ambito commerciale, come formato per la vendita di film o altro tipo di materiale filmato, ebbe in passato solo una timida diffusione, non arrivando mai a rappresentare un vero e proprio concorrente per lo standard VHS.

## Specifiche tecniche
Il formato è compatibile coi lettori di DVD-Video i quali sono normalmente anche compatibili con il Video CD. Esistono tre versioni di Video CD: la 1.0, la 1.1 e la 2.0.

### Video CD 1.0
La prima versione del Video CD fu progettata da Philips e JVC nel 1992 e fu denominata inizialmente Karaoke CD, perché il suo scopo era quello di essere utilizzato nelle applicazioni del Karaoke, allora diffuso solamente sul mercato giapponese. In questa versione erano presenti solo alcune caratteristiche basilari di quello che diventerà il Video CD, come per esempio la distinzione di ogni canzone in tracce MPEG.

### Video CD 1.1
Successivamente all'uscita del Karaoke CD, le due società decisero di migliorarne le caratteristiche visto il suo possibile sviluppo all'interno del mercato dell'home video. Nel 1993 uscì la versione 1.1, la prima denominata con il termine Video CD, poiché fu la prima che consentì di memorizzare filmati cinematografici su Compact disc.
Le sue specifiche sono:
- una traccia formattata in Modo 2 Form 1 (2048 Byte per settore), contenente file informativi, di puntamento e applicazioni CD-i Bridge, necessarie al funzionamento del VCD in lettori CD-i;
- da 1 a 98 tracce formattate in Modo 2 Form 2 (2324 Byte per settore) che possono essere:
  - filmati MPEG Program Stream (MPEG-PS);
  - tracce audio in formato CD musicale;
- 500 punti d'ingresso, utilizzabili per distinguere i capitoli all'interno di ogni traccia.

I filmati MPEG-PS devono rispettare delle rigorose specifiche, sia nei formati di compressione da utilizzare, sia nel bitrate.
Per quanto riguarda il primo aspetto, il formato di compressione video deve essere MPEG-1 e sono possibili solo due risoluzioni:
- 352x240 a 29,97 fotogrammi al secondo, per lo standard televisivo NTSC;
- 352x240 a 23,976 fotogrammi al secondo, per una particolare estensione dello standard NTSC denominata NTSC film.

Il formato di compressione audio deve essere MPEG-1 layer II (MP2) stereo (oppure 2 canali mono) con campionamento a 44.100 Hz e risoluzione a 16 bit.
Il bitrate deve essere costante (CBR) e per ogni secondo devono essere utilizzati 1394400 bit (1394,4 kbit/s). Nello specifico, la parte video non può avere un bitrate superiore a 1151.9291 kbit/s (da qui una generica confusione fra 1150 e 1152 kbit/s relativamente al bitrate video da applicare), mentre la parte audio deve avere un bitrate pari a 224 kbit/s. Il resto del bitrate è riservato alla giunzione della parte audio con quella video e al sistema di correzione degli errori interno del formato MPEG-PS.
Le specifiche così definite consentono la lettura dei Video CD su lettori a singola velocità. Di conseguenza è possibile memorizzare fino a 74 minuti di video su un Compact disc da 74 minuti.

### Video CD 2.0
Successivamente all'uscita della versione 1.1, Sony e Matsushita entrarono nel VCD Consortium, al fine di migliorarne lo sviluppo. Frutto della loro partecipazione fu la versione 2.0, uscita nel 1995 la quale ha ripreso le specifiche dello standard 1.1 con alcune notevoli aggiunte:
- consente la lettura di segmenti MPEG, i quali sono immagini in formato MPEG still pictures accompagnate o meno da audio in formato MP2;
- presenta una maggior interattività con l'inserimento del sistema Playback Controll (PBC);
- consente ricerche all'interno di ogni traccia video grazie alla presenza di un file indice;
- è compatibile con il sistema televisivo PAL fornendo una risoluzione di 352x288 a 25 fotogrammi al secondo; di conseguenza è possibile vedere i Video CD 2.0 sui televisori europei (compresi i SÉCAM, dato che la differenza fra i due sistemi televisivi europei è a livello di trasmissione via etere).
- come conseguenza del punto sopracitato, è possibile mischiare tracce in NTSC con tracce in PAL.

La maggioranza dei Video CD in commercio sono stati creati seguendo lo standard 2.0.
Il sistema PBC presenta alcuni vantaggi. Per esempio, permette di avere un ordine di visione delle tracce diverso dall'ordine in cui esse sono memorizzate sul disco, consentendo in questo modo di poter inserire filmati che occupano poco spazio prima di tutti gli altri e di vederli successivamente. La caratteristica più interessante del sistema PBC, però, è la possibilità di inserire menù e, come conseguenza, è possibile far scegliere all'utente sia le tracce video che egli vuole visualizzare sia i capitoli posti all'interno di un filmato, se quest'ultima caratteristica è stata attivata sul Video CD. I menù possono essere sia segmenti MPEG, con o senza sottofondo audio, sia filmati in MPEG-PS, ma non possiedono quelle caratteristiche interattive di cui godono, invece, i menù dei DVD.

### Video CD 3.0 (non ufficiale)
All'inizio del 1997 il Ministero dell'Industria Cinese, in collaborazione con la ESS Technology, propose l'elaborazione di una versione migliorata del formato che inglobasse Java, HTML e diversi programmi interattivi e che fosse proprietà intellettuale della Repubblica Popolare. La versione così ideata, la 3.0, sarebbe stata retrocompatibile con la 2.0, inoltre si sarebbe potuto aggiornare facilmente il parco di riproduttori VCD già esistente con una semplice sostituzione del chip.
La versione non oltrepassò lo stadio di bozza di lavoro, dato che in seguito si pensò di utilizzare il formato di compressione MPEG-2 che avrebbe richiesto una riprogettazione completa del formato. Si vararono gli studi che consentirono successivamente la nascita del Super Video CD e del China Video Disc.

### Versioni ibride
Il Video CD consortium pubblicò il Video CD-ROM nel 1996. Era una versione particolare che possedeva un decodificatore MPEG a livello software il quale ne consentiva la riproduzione su Personal Computer e su Apple Macintosh, senza dover installare programmi aggiuntivi.
L'anno successivo venne distribuito dallo stesso consorzio, in collaborazione con la Hitachi, il Video CD-Internet il quale permetteva l'integrazione con il World Wide Web.

## Differenze con VHS e DVD-Video

### VHS
La qualità del Video CD può essere paragonata a quella di una cassetta VHS. Nella realtà il paragone è piuttosto difficile, poiché la videocassetta è analogica e interlacciata come le trasmissioni televisive, mentre il VCD è digitale e progressivo.
Nonostante questo, sono state fatte delle analisi in materia tra loro discordanti, poiché a volte la qualità del Video CD appare migliore di quella della videocassetta, mentre altre volte sembra peggiore. In genere il Video CD presenta dei limiti dovuti alla compressione digitale, piuttosto evidenti durante scene molto movimentate, i quali riducono la percezione di qualità da parte dello spettatore.
Per quanto riguarda gli altri aspetti, il Video CD guadagna nella maggior resistenza all'umidità, al minor deterioramento con l'uso e nella facilità di immagazzinamento dovuto alla sua leggerezza. Il formato perde nel campo della durata, (il massimo possibile è 80 minuti, se si utilizza un CD-R standard, o 99 minuti, se si utilizza un CD-R fuori standard) e nella facilità di registrazione, dato che non esistono dei registratori di Video CD. Per creare un VCD è necessario catturare un filmato attraverso un computer e rielaborarlo secondo le specifiche White Book, mentre la registrazione su videocassetta risulta più semplice grazie all'esistenza sul mercato dei videoregistratori.

### DVD
Il paragone con il DVD è facile nella pratica, perché entrambi sono strumenti digitali. Il DVD è nettamente superiore per la qualità dell'immagine del filmato, per la qualità dell'audio e per la capacità di memorizzazione, che è 6 volte superiore a quella di un Compact disc.
Tuttavia, il Video CD presenta alcuni vantaggi:
- assenza di codici regionali e di protezioni anticopia. Questo significa che un Video CD può essere letto da un qualunque lettore di VCD, da un qualunque PC o da un qualunque lettore DVD VCD-compatibile, in qualunque parte del mondo essi si trovino;
- costo di produzione (stampa o masterizzazione) più basso.

## Impiego
I Video CD hanno avuto successo nei mercati dell'Estremo Oriente per diversi fattori:
- i videoregistratori non erano presenti massicciamente in quei mercati agli inizi degli anni novanta;
- i Compact disc presentano una maggior resistenza all'umidità rispetto ad una VHS, un aspetto fondamentale in mercati caratterizzati da particolari fattori climatici.

Di conseguenza, la maggioranza dei Video CD è stata prodotta e venduta in quelle nazioni. Nel 1994 in Cina c'erano 40 milioni di lettori di Video CD e la Cina fu la patria di alcune estensioni che miglioravano alcuni punti deboli del formato: la durata (risolta col Double Video CD) e la qualità video (China Video Disc e Super Video CD).
Le case di produzione cinematografica statunitensi, invece, non utilizzarono il formato perché in attesa della realizzazione di un supporto ottico superiore, quello che è poi diventato il DVD.
In Europa, la presenza massiccia di videoregistratori VHS e il fatto che fino al 1995 non era previsto un sistema PAL rese difficile l'ingresso dei lettori VCD nel mercato dell'Home video.
Nel 1997, il Video CD ebbe il suo momento di gloria nell'ambito della produzione cinematografica amatoriale. La presenza di lettori DVD che erano compatibili con i Video CD e la concomitante mancanza di supporti DVD registrabili, o successivamente il loro costo elevato rispetto ai CD registrabili, spinse molte persone a creare Video CD domestici per la memorizzazione dei filmati creati con le proprie videocamere. Il Video CD è stato anche utilizzato per la creazione di copie di bassa qualità dei DVD-Video.

## Formati simili

### CD-i Digital Video
Poco prima dell'avvento del White Book VCD, Philips ha iniziato a pubblicare film nel formato Green Book CD-i, chiamando il formato CD-i Digital Video (CD-i DV). Sebbene utilizzassero una codifica simile (MPEG-1), a causa di piccole differenze tra gli standard, questi dischi non sono compatibili con i lettori VCD. I lettori CD-i di Philips dotati di scheda d'espansione di decodifica MPEG-1 Full Motion Video potevano riprodurre entrambi i formati. Circa 30 titoli CD-i DV sono usciti prima che la società passasse all'attuale formato VCD per la pubblicazione di film nel 1994.

### XVCD
XVCD (eXtended Video CD) è il nome generalmente dato a qualsiasi formato che memorizza video MPEG-1 su un compact disc in CD-ROM XA Mode 2 Form 2, ma senza seguire rigorosamente lo standard VCD in termini della codifica del video o dell'audio.
Un normale VCD è codificato in MPEG-1 a una velocità in bit costante (CBR), quindi tutte le scene devono utilizzare esattamente la stessa velocità di dati, indipendentemente dalla complessità. Tuttavia, il video su un XVCD è in genere codificato a una velocità in bit variabile (VBR), quindi le scene complesse possono utilizzare una velocità dati molto più elevata per un breve periodo, mentre le scene più semplici utilizzeranno velocità dati inferiori. Alcuni XVCD utilizzano bitrate più bassi per adattare video più lunghi sul disco, mentre altri usano bitrate più alti per migliorare la qualità. Ad esempio può essere usato MPEG-2 al posto di MPEG-1.
Per ridurre ulteriormente la velocità dei dati senza ridurre significativamente la qualità, è possibile aumentare la dimensione del gruppo d'immagini (GOP), è possibile utilizzare una diversa matrice di quantizzazione MPEG-1, la velocità massima dei dati può essere superata e la velocità in bit dell'audio MP2 può essere ridotta o addirittura sostituita completamente con l'audio MP3. Queste modifiche possono essere vantaggiose per coloro che desiderano massimizzare la qualità video o utilizzare meno dischi.

### KVCD
Il KVCD (K Video Compression Dynamics) è una variante XVCD che richiede l'uso di una proprietaria matrice di quantizzazione, disponibile per uso non commerciale. KVCD è notevole miglioramento perché le specifiche raccomandano una risoluzione non standard di 528 × 480 o 528 × 576. I KVCD codificati a questa risoluzione sono riproducibili solo da computer con unità CD-ROM e un piccolo numero di lettori DVD.

### DVCD
Il DVCD o Double VCD è un'estensione del Video CD presente nel mercato cinese e non riconosciuta internazionalmente come standard IEC o ISO. La loro caratteristica principale è quella di avere una maggior durata del VCD potendo raggiungere fino a 100 minuti di videoi per ogni disco grazie alla tecnica dell'overburning. Tuttavia, alcuni lettori e lettori CD-ROM hanno problemi a leggere questi CD, principalmente perché la spaziatura dei solchi è al di fuori delle specifiche e il laser del lettore non è in grado di seguirli.

### DVI
DVI (Digital Video Interactive) è una tecnica di compressione che memorizza 72 minuti di video su un CD-ROM. Nel 1998, Intel ha acquisito la tecnologia dai Sarnoff Research Labs di RCA. DVI non ha mai preso piede.

### SVCD
Super Video CD è il formato successore del VCD, offrendo una migliore qualità dell'immagine e del suono, equivalente ad un DVD ma su supporto CD.